# حوزه انتخابیه اردستان
حوزهٔ انتخابیه اردستان یکی از حوزه‌های استان اصفهان برای انتخابات مجلس شورای اسلامی است. این حوزه به مرکزیت اردستان ۱ نماینده دارد،حوزه انتخابیه اردستان تا قبل از سال ۱۳۶۴ بعلت قرار گرفتن بخش کوهپایه،جلگه وبن رود یکی از بزرگترین حوزه های انتخابیه استان اصفهان را شامل میگشت.
نخستین دوره حضور نماینده حوزه انتخابیه اردستان در سال ۱۳۳۹ با شروع مجلس بیستم شکل گرفت و نمایندگان این حوزه تا قبل از انقلاب به ترتیب افراد زیر بودند
دوره بیستم                 سید محمد باقر نیری
دوره بیست و یکم         سید محمد باقر نیری
دوره بیست و دوم         امیر حسین عامری
دوره بیست و سوم        سید حسین مهدوی اردستانی
دوره بیست و چهارم    جعفر قلی پیر زاده نهوجی 

## نمایندگان
دوره اول
سید نوراله طباطبایی نژاد
سید عباس طباطبایی نژاد
دوره دوم
یحیی سلطانی فرانی
دوره سوم
سید یوسف طباطبایی نژاد
دوره چهارم
سید یوسف طباطبایی نژاد
دوره پنجم
ولی‌الله توکلی طباء زواره
دوره ششم
ولی‌الله توکلی طباء زواره
دوره هفتم
سید مصطفی طباطبایی نژاد
دوره هشتم
سید مصطفی طباطبایی نژاد
دوره نهم
احمد بخشایش اردستانی
دوره دهم
سید صادق طباطبایی نژاد
دوره یازدهم
سید صادق طباطبایی نژاد
دوره دوازدهم
احمد بخشایش اردستانی

## پی‌نوشت و منبع
1. ↑  «فارس گزارش می‌دهد
مجلس دهم در «راند» دوم تکمیل شد/ اصولگرایان و اصلاح طلبان چند کرسی در مجلس آینده دارند؟ + جدول». خبرگزاری فارس. 1392/02/11. بایگانی‌شده از اصلی در 13 سپتامبر 2016. دریافت‌شده در 1395/06/23. تاریخ وارد شده در |بازبینی=،|تاریخ= را بررسی کنید (کمک)

- «جدول حوزه‌های انتخابیه در انتخابات نهمین دورهٔ مجلس شورای اسلامی» (PDF). مرکز پژوهش و سنجش افکار صدا و سیما. بایگانی‌شده از اصلی (PDF) در ۵ اكتبر ۲۰۱۸. دریافت‌شده در ۱۸ مارس ۲۰۱۶. تاریخ وارد شده در |archive-date= را بررسی کنید (کمک)